# Mr. Broadway (film 1933)
Mr. Broadway è un film comico statunitense del 1933 diretto da Johnnie Walker, e scritto da Abel Green e Ed Sullivan.